# Un sol para Atlántida

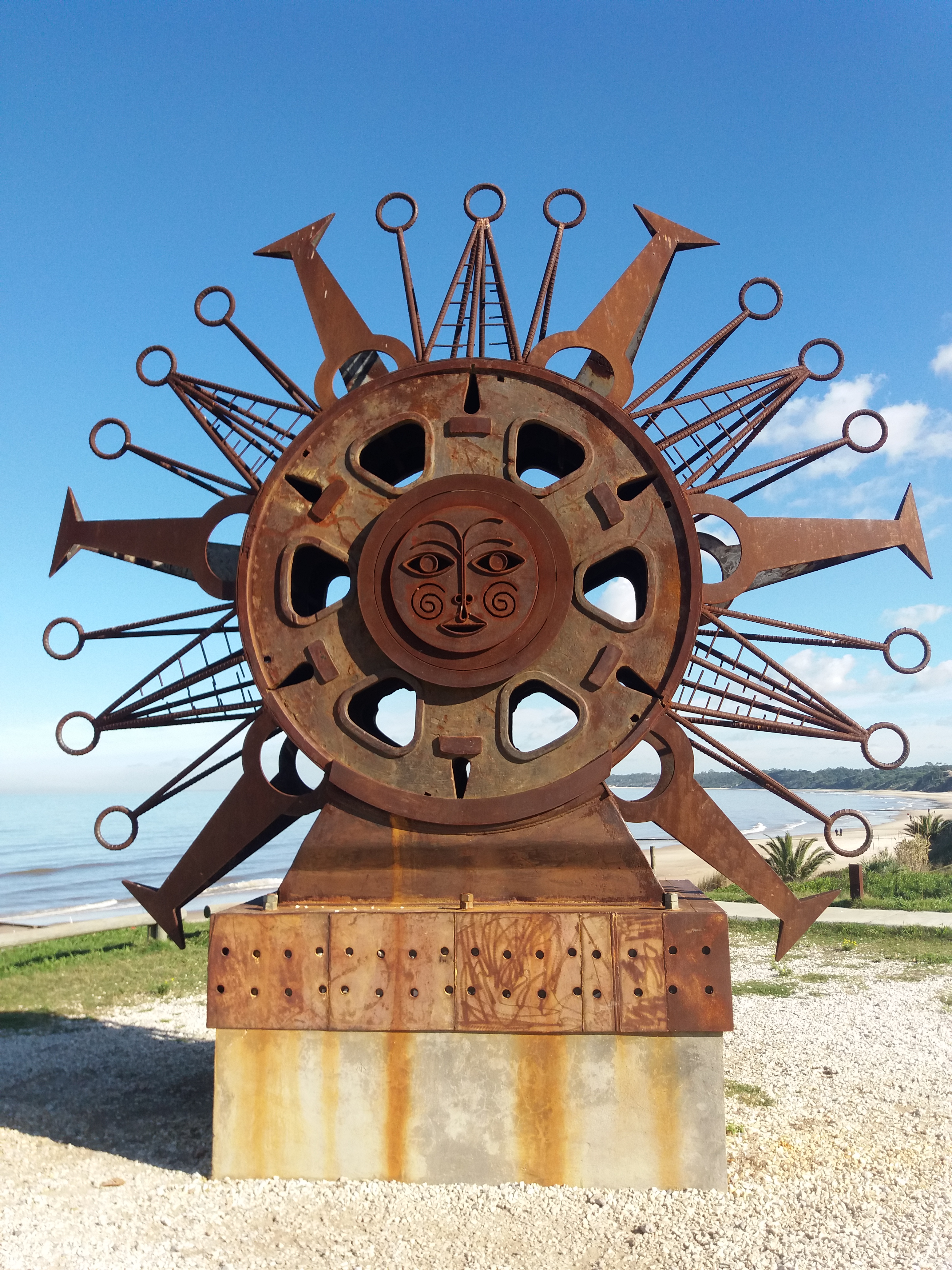
Escultura en hierro en homenaje al artista uruguayo Carlos Páez Vilaró

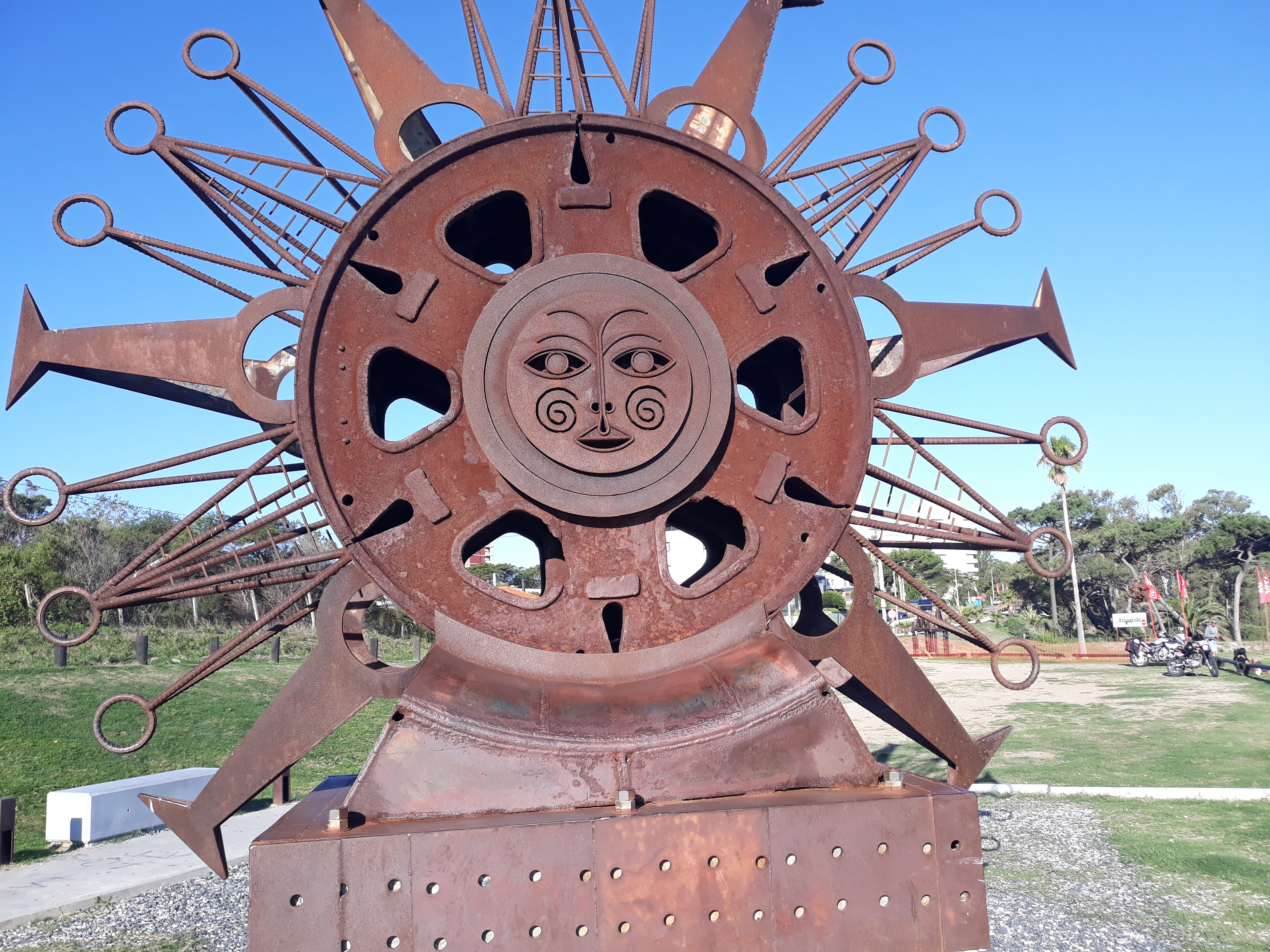

Un sol para Atlántida es una escultura en homenaje al pintor uruguayo Carlos Páez Vilaró que se encuentra ubicada en la playa mansa de Atlántida.
La idea para esta obra surge del propio pintor, quien quería proyectar en la Rambla de Atlántida, sus diseños paisajísticos. Luego de su muerte,  La Comuna Canaria decidió rendirle homenaje en un espacio público y evocar su memoria.  La realización de la obra estuvo a cargo de su hija, la artista plástica Agó Páez Vilaró.  Su inauguración fue el 16 de diciembre de 2014 en la Rambla de Atlántida, llamada por Carlos Páez Vilaró, la "Costanera del sol".  El descubrimiento de la obra se realizó al atardecer, siendo un  momento de gran emoción, en presencia de los tambores  de C 1080, comparsa en la que desfilaba el artista.

## Descripción

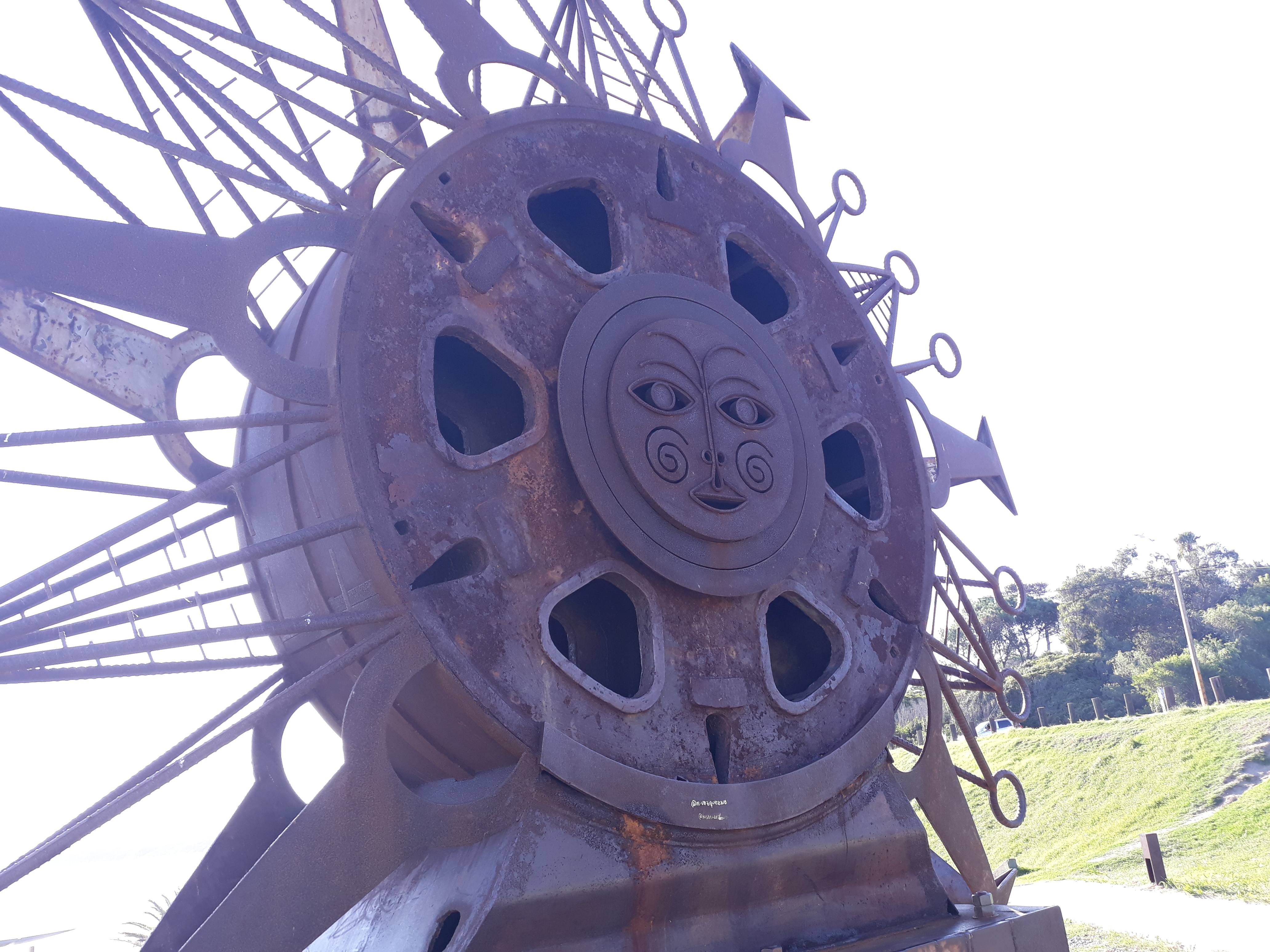

La escultura fue realizada en hierro con armaduras para las cimentaciones y bases.  Las piezas fueron trasladadas hasta el lugar y allí se procedió al armado de la misma, bajo la supervisión de Agó Páez Vilaró.